# Chảy máu âm đạo
Chảy máu âm đạo là bất kỳ sự chảy máu nào qua âm đạo, bao gồm chảy máu từ chính thành âm đạo, cũng như (và phổ biến hơn) chảy máu từ một vị trí khác của hệ thống sinh sản nữ, thường là tử cung. Nói chung, nó là một phần của chu kỳ kinh nguyệt bình thường hoặc là do nội tiết tố hoặc các vấn đề khác của hệ thống sinh sản, chẳng hạn như chảy máu tử cung bất thường. Chảy máu âm đạo có thể xảy ra ở mọi lứa tuổi, nhưng luôn cần điều tra khi gặp ở trẻ em hoặc ở phụ nữ mãn kinh. Chảy máu âm đạo khi mang thai có thể chỉ ra một biến chứng thai kỳ có thể cần được giải quyết về mặt y tế.
Mất máu qua âm đạo (tiếng Latin: per vaginam) (PV) thường phát sinh từ niêm mạc tử cung (nội mạc tử cung), nhưng có thể phát sinh từ tổn thương tử cung hoặc cổ tử cung, âm đạo và hiếm khi từ ống Fallop. Khi mang thai thường có chảy máu nhưng không phải lúc nào cũng liên quan đến chính thai kỳ. Hiếm khi, máu có thể phát sinh từ đường tiết niệu, mặc dù hầu hết phụ nữ có thể xác định sự khác biệt. Nó cũng có thể là một dấu hiệu của ung thư âm đạo hoặc ung thư tử cung. Một số phụ nữ bị chảy máu sau khi quan hệ xảy ra sau khi quan hệ tình dục.

## Chẩn đoán phân biệt
Có nhiều nguyên nhân tiềm ẩn gây chảy máu âm đạo bất thường.

### Chảy máu ở trẻ em
Chảy máu trước thời gian dự kiến của kinh nguyệt có thể là một dấu hiệu của dậy thì sớm. Các nguyên nhân có thể khác bao gồm sự hiện diện của một cơ thể nước ngoài trong âm đạo, tấn công tình dục, nhiễm trùng âm đạo (viêm âm đạo), và có thể là một khối u, nhưng rất hiếm.

### Phụ nữ tiền mãn kinh
Hầu hết chảy máu bất thường hoặc chảy máu bất thường (băng huyết) ở phụ nữ tiền mãn kinh là do sự thay đổi trong sự cân bằng nội tiết tố của cơ thể. Những thay đổi này không phải là bệnh lý. Đặc biệt chảy máu nặng trong kinh nguyệt được gọi rong kinh hay hypermenorrhea, trong khi chảy máu ánh sáng được gọi là hypomenorrhea. Phụ nữ sử dụng biện pháp tránh thai nội tiết tố có thể bị chảy máu đột phá và/hoặc rút máu. Chảy máu rút xảy ra khi ngưng sử dụng biện pháp tránh thai nội tiết tố hoặc uống nội tiết tố khác.